# غرجال سفلي
غرجال سفلي هي قرية في مقاطعة سردشت، إيران. يقدر عدد سكانها بـ 77 نسمة بحسب إحصاء 2016.